# Dāvis Bertāns

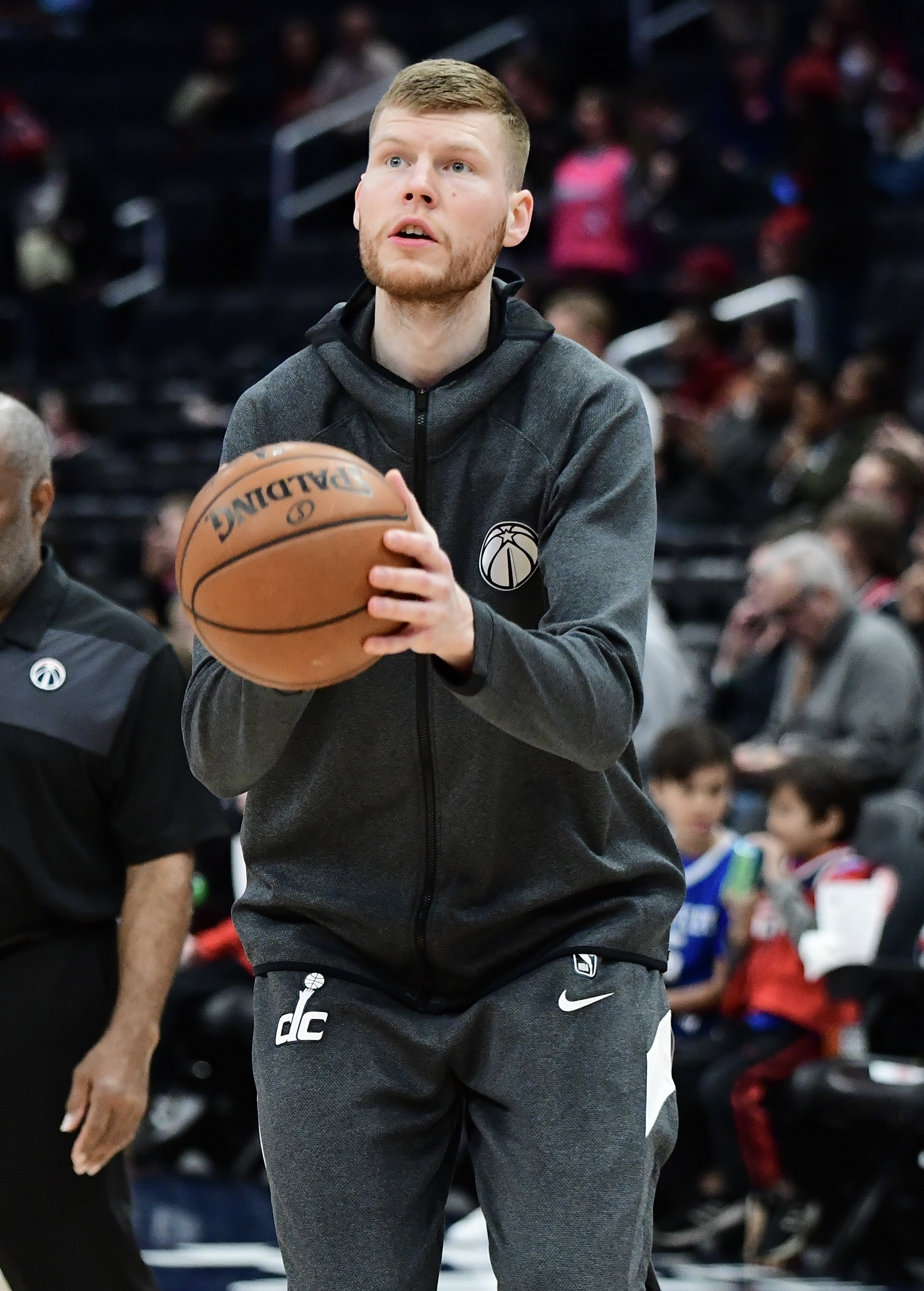
Dāvis Bertāns, 2020.

Dāvis Bertāns, född 12 november 1992 i Valmiera, är en lettisk professionell basketspelare (PF) som spelar för Charlotte Hornets i National Basketball Association (NBA). Han har tidigare spelat bland annat för San Antonio Spurs, Washington Wizards, Dallas Mavericks och Oklahoma City Thunder.
Bertāns draftades av Indiana Pacers i andra rundan i 2011 års draft som 42:a spelare totalt.
Han är bror till Dairis Bertāns.